# Victor Lallemand
Victor Lallemand (1880 - 1965) was een Belgisch entomoloog. Hij was verbonden aan het Koninklijk Belgisch Instituut voor Natuurwetenschappen.
Hij is de naamgever van tientallen geslachten en soorten die behoren tot de cicaden (Cercopidae, Aphrophoridae en Machaerotidae), onder meer voorkomend in Afrika, Australië en Azië (Nieuw-Guinea, de Filipijnen). Lallemand publiceerde ook enkele studies in samenwerking met zijn collega Henri Synave, waaronder Revision des Cercopinae (Hemiptera Homoptera) (1949-1961).
W.E. China en J.G. Myers hebben in 1934 het geslacht Lallemandana (behorend tot de familie Aphrophoridae), dat in Micronesië voorkomt, naar hem vernoemd.